# Aglais elisa
Aglais elisa är en fjärilsart som beskrevs av Christian Friedrich Stephan 1923. Aglais elisa ingår i släktet Aglais och familjen praktfjärilar. Inga underarter finns listade i Catalogue of Life.